# MaYaN
MaYaN is een Nederlandse symfonische deathmetalband, opgericht door Mark Jansen, Frank Schiphorst en Jack Driessen. De band heeft veel verschillende vocalisten (ofwel full-time leden of gasten) in een mix van zang, grunts en screams, ondersteund door een instrumentatie die zowel heavy metal als symfonische metal elementen combineert.
De band, die in 2010 werd opgericht, heeft tot dusver drie studioalbums uitgebracht, Quarterpast in 2011, Antagonize in 2014 en Dhyana in 2018. De naam is gekozen door Jansen uit zijn fascinatie voor de oude Maya-beschaving.
De naam MaYan is tevens uit te leggen als Ma Yan, een verbasterd acroniem voor Mark Jansen, de oprichter van deze band.
Lyrische thema's omvatten religie, politiek en wereldgebeurtenissen, evenals filosofie, meditatie, bestaan en innerlijke strijd.

## Geschiedenis
Op 6 september 2013 heeft Nuclear Blast een persverklaring uitgebracht die bevestigde dat Laura Macrì en Henning Basse, die gast- en tourleden voor het eerste album waren, voltijds leden zijn geworden.
In oktober 2013 verliet Isaac Delahaye de band om zich te concentreren op andere projecten.
Op 16 december kondigde de band Merel Bechtold (Purest of Pain) aan als de opvolger van Delahaye voor de aankomende twee release-shows van hun nieuwe album eind januari 2014. Na deze shows werd ze voltijds lid van de band.
In 2015 verliet Rob van der Loo de band om zich te concentreren op Epica en een aankomende nieuwe project. Roel Käller nam zijn plaats in als bassist. Daarnaast kwam George Oosthoek (ex-Orphanage) bij de band als grunter. Op 21 juni 2017 werd aangekondigd dat Marcela Bovio, de voormalige zangeres van Stream of Passion, die sinds 2013 met de band samenwerkt, nu een voltijds lid was.
Zanger Henning Basse verliet de band op 31 juli 2018, vanwege schemaproblemen, maar blijft wel een terugkerende gast. Adam Denlinger, die in 2017 op tournee ging met de band, werd de nieuwe zanger. Op 27 juli 2018 kondigde MaYaN het derde album "Dhyana" aan, dat op 21 september 2018 werd uitgebracht. Op 16 juli 2022 kondigde MaYaN hun tienjarig jubileumshow aan, die op 8 september 2022 in Eindhoven zal plaatsvinden.

## Bezetting

### Huidige leden
- Mark Jansen - grunts en screams (2010–heden)
- Ariën van Weesenbeek - drums en grunts (2010–heden)
- Frank Schiphorst - gitaar (2010–heden)
- Laura Macrì - zangeres (2013–heden; sessie: 2011–2013)
- Merel Bechtold - gitaar (2013–heden)
- George Oosthoek - grunts (2016–heden)
- Roel Käller - fretloze bas (2016–heden)
- Marcela Bovio - zangeres (2017–heden; sessie: 2013–2017)
- Adam Denlinger - zanger (2018–heden; sessie: 2017)

### Voormalige leden
- Sander Gommans - gitaar (2010)
- Jeroen Paul Thesseling - fretloze bas (2010–2011)
- Isaac Delahaye - gitaar (2010–2013)
- Rob van der Loo - gefrette bas (2011–2015)
- Jack Driessen - keyboards en screams (2010–2019)

Gast-/sessiemuzikanten
- Floor Jansen - zangeres (2011–2014)
- Simone Simons - zangeres (2011)
- Henning Basse - zanger (2011–2013, 2018–heden; voltijds lid: 2013–2018)

Live muzikanten
- Arjan Rijnen - gitaar (2018–heden)
- Roberto Macrì - keyboards  (2019–heden)

## Discografie

### Studioalbums
- Quarterpast (2011)
- Antagonise (2014)
- Dhyana (2018)

### Singles en ep's
- The Rhythm of Freedom (single, 2018)
- Undercurrent (ep, 2018)
- Metal Night at the Opera (ep, 2018)